# پاشلک آب‌نورد
پاشلک آب‌نورد یا گل‌نورد (نام علمی: Limnodromus) نام یک سرده از تیره آبچلیک است.

## گونه‌ها
- - پاشلک آب‌نورد نوک‌کوتاه، Limnodromus griseus
  - پاشلک آب‌نورد نوک‌دراز، Limnodromus scolopaceus
  - پاشلک آب‌نورد آسیایی، Limnodromus semipalmatus